# Opfenbach
Opfenbach is een plaats in de Duitse deelstaat Beieren, en maakt deel uit van het Landkreis Lindau.
Opfenbach telt 2.349 inwoners.
Een van de districten van Opfenbach is Wigratzbad, waar het seminarie van de Priesterbroederschap van Sint Petrus gevestigd is.

## Geboren
- Ernst Hutter (1958), Duits muzikant en dirigent

Bodolz ·
Gestratz ·
Grünenbach ·
Heimenkirch ·
Hergatz ·
Hergensweiler ·
Lindau (Bodensee) ·
Lindenberg im Allgäu ·
Maierhöfen ·
Nonnenhorn ·
Oberreute ·
Opfenbach ·
Röthenbach ·
Scheidegg ·
Sigmarszell ·
Stiefenhofen ·
Wasserburg ·
Weiler-Simmerberg ·
Weißensberg